# Hugo Koblet
Vous lisez un « bon article » labellisé en 2020.
Pour les articles homonymes, voir Koblet.
Hugo Koblet (/ˈhuː.ɡo ˈkoː.blɛt/), né le 21 mars 1925 à Zurich et mort le 6 novembre 1964 à Uster en Suisse, est un coureur cycliste suisse. Surnommé le « Pédaleur de charme », il est le premier non Italien vainqueur du Tour d'Italie en 1950. Il a également remporté le Tour de France l'année suivante. Professionnel de 1946 à 1958, il compte notamment à son palmarès trois succès dans le Tour de Suisse en 1950, 1953 et 1955, ainsi que le Tour de Romandie 1953 et un total de treize victoires d'étape dans un grand tour. Champion de Suisse sur route en 1955, Hugo Koblet est également un excellent coureur sur piste : médaillé de bronze du championnat du monde de poursuite en 1947, puis d'argent en 1951 et 1954, il obtient huit titres consécutifs de champion de Suisse de la discipline entre 1947 et 1954.
Il se distingue également sur les courses de six jours, en remportant notamment celles de Chicago et New York avec Walter Diggelmann et celles de Hanovre, Francfort, Dortmund et Bruxelles avec Armin von Büren. Associé à ce dernier, il forme un duo redoutable dans les courses à l'américaine.
Reconnu pour son élégance sur le vélo, de même que pour le soin qu'il apporte à son apparence physique, Hugo Koblet est souvent opposé à son compatriote Ferdi Kübler, l'un des meilleurs cyclistes de son époque. Les deux hommes entretiennent une certaine rivalité due à leur différence de caractère.
Hugo Koblet meurt à l'âge de 39 ans des suites d'un accident de la route.

## Biographie

### Jeunes années
Hugo Koblet naît le 21 mars 1925 dans l'appartement situé à l'étage de la boulangerie que tiennent ses parents, au no 2 de la Hildastrasse à Zurich. Sa mère, Héléna Gross, originaire du canton des Grisons, travaille avec acharnement pour assurer la bonne marche du commerce familial alors que son père, Adolf Koblet, est affaibli par une longue maladie. Le frère d'Hugo, lui aussi prénommé Adolf, est son aîné de cinq ans,. Dans sa jeunesse, Hugo présente une silhouette chétive et une extrême maigreur. Il est envoyé à l'âge de 8 ans dans la famille de sa mère à Pontresina, près de Saint-Moritz. Il y séjourne plusieurs années et pratique alors de nombreux sports comme le ski ou le hockey sur glace dans l'équipe de son école primaire.
À son retour à Zurich, Hugo Koblet refuse de se mettre au service de la boulangerie familiale et choisit de travailler à l'usine. Il entre en apprentissage à 16 ans au sein de l'entreprise Belmag, un fabricant de lampadaires et d'objets en acier ou en étain. Il en sort trois plus tard après avoir obtenu un diplôme d'orfèvrerie. Dans le même temps, il se passionne pour le cyclisme et se déplace régulièrement à bicyclette mais ses parents s'opposent à ce qu'il pratique ce sport. Pour autant, il fréquente le magasin de cycles tenu à Zurich par le champion suisse Léo Amberg, troisième du Tour de France 1937 et avec qui il effectue régulièrement des sorties à vélo. Le 5 mai 1943, Koblet s'aligne sur une course contre-la-montre à Dietikon et remporte la victoire malgré un vélo inadapté. Désormais conscients des capacités de leur fils, ses parents l'autorisent à signer sa première licence au Radfahrer Verein Zurich,. En 1944, sur un vélo de course prêté par son ami Giusti Grabs, il remporte le Tour des Quatre-Cantons dans la catégorie juniors, après une échappée en solitaire.
Dès ses premières courses chez les amateurs, Hugo Koblet démontre son talent, de même que lors des entraînements de son club où il est épaulé par Gottfried Weilenmann, l'un des meilleurs routiers suisses de l'époque. Son manque d'endurance lui vaut cependant de connaître parfois des défaillances en fin de course, comme sur le Souvenir olympique entre Berne et Lausanne où il lâche prise dans la côte d'Yverdon-les-Bains après avoir mené pendant plusieurs kilomètres le groupe de tête. Sur les conseils de Léo Amberg, il se consacre en premier lieu à la piste afin de s'endurcir et de travailler sa souplesse. Amberg l'embauche également dans son magasin de cycles et veille personnellement à son entraînement sur le vélodrome d'Oerlikon,. Le 5 octobre 1944, Koblet remporte avec son club le championnat de Suisse de poursuite par équipes. Il s'affirme très vite comme un excellent pistard et gagne notamment plusieurs matchs de poursuite individuelle contre les meilleurs amateurs suisses, comme Leo Weilenmann ou Jean-Pierre Burtin, détenteur du record national de l'heure.
La notoriété de Koblet s'étend vite à l'étranger. Il est invité en août 1945 à une réunion sur piste au Parc des Princes à Paris où il est battu en poursuite par Émile Carrara mais remporte l'américaine, associé à Oscar Plattner. Il est ensuite convié au Vélodrome d'Hiver pour participer à plusieurs réunions entre les mois de novembre et de janvier suivants.

### Carrière professionnelle

#### Succès sur piste et premiers résultats sur route (1946-1949)

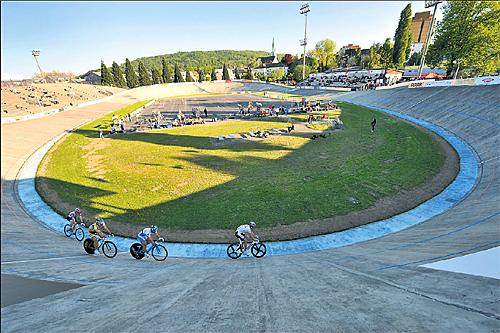
La piste du vélodrome d'Oerlikon, où Koblet remporte de nombreux succès.

Hugo Koblet signe une licence professionnelle en 1946 : il est alors le plus jeune coureur suisse de cette catégorie avec Charles Guyot. Dans le même temps, après plusieurs ajournements, il doit effectuer son service militaire au 62e régiment d'infanterie, ce qui perturbe sa première saison professionnelle. Parmi ses principaux résultats, il prend la quatrième place du Grand prix de Nantua, une épreuve remportée par Émile Idée en présence de nombreux coureurs de renom.
L'année suivante, Koblet participe aux épreuves sur route au sein de l'équipe Amberg-Helvetia et prend le départ de la classique Milan-San Remo. Après deux crevaisons dans l'ascension du passo del Turchino, il perd de nombreuses minutes à réparer car ses doigts sont engourdis par le froid. Il termine la course au 34e rang sur trente-six concurrents, à plus de cinquante minutes du vainqueur Gino Bartali. Koblet réussit ensuite une bonne performance sur Zurich-Lausanne en prenant la troisième place dans le même temps que le vainqueur Renzo Zanazzi. Au Tour de Romandie, il se classe 29e mais contribue à la victoire de son équipe dans le contre-la-montre disputé lors de la première étape. C'est encore une fois sur piste qu'il obtient ses meilleurs résultats : fin juillet, fort de son titre de champion de Suisse de poursuite, il prend la médaille de bronze du championnat du monde de la discipline à Paris. Battu en demi-finale par Antonio Bevilacqua, il remporte le match pour la troisième place face à Gerrit Schulte. Peu après, il remporte sa première victoire sur route en individuel sur le Tour de Suisse. Dans le premier tronçon de la première étape, divisée en trois parties, il s'échappe peu après le lancement de la course et s'impose à Siebnen avec plus d'une minute d'avance sur Ferdi Kübler. Il doit cependant abandonner dans la septième étape après une chute dans la descente du col du Pillon, alors qu’il occupait la dixième place du classement général.
Lors de la saison 1948, Hugo Koblet rejoint la formation Tebag où il assume un rôle d'équipier auprès de Ferdi Kübler. Ce dernier s'impose sur le Tour de Romandie puis sur le Tour de Suisse tandis que Koblet s'illustre en remportant à chaque fois une étape. Son aisance en montagne, tout comme le soutien apporté à son leader, sont salués par les spécialistes, mais un différend financier oppose les deux hommes et Koblet choisit de rejoindre l'année suivante l'équipe Cilo, en tant que leader. Son début de saison est néanmoins perturbé par une série de blessures. Une chute sévère lors des Six Jours de Buffalo, puis une autre lors de la réunion d'ouverture du vélodrome d'Oerlikon l'obligent à observer trois semaines de repos. De retour à la compétition, il remporte un nouveau titre de champion de Suisse de poursuite mais, le lendemain, il est renversé à l'entraînement par une automobile. Koblet retrouve son meilleur niveau sur le Tour de Romandie en gagnant la quatrième étape entre Porrentruy et Payerne. Il contribue ainsi à la bonne tenue de sa formation Cilo qui remporte le challenge par équipes. Quelques semaines plus tard, la malchance le frappe encore : sa jambe est fracturée dans une collision avec un motocycliste alors qu'il s'entraîne sur une route près de Bellinzone, peu avant le départ du Tour de Suisse. Immobilisé pendant un mois, il entame alors une longue période de convalescence.

#### Victoire sur le Tour d'Italie (1950)

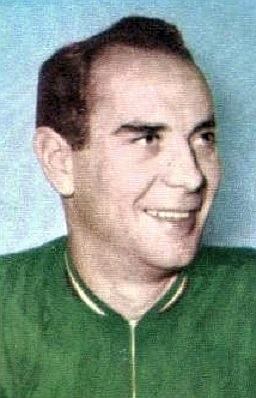
Hugo Koblet vers 1950.

Hugo Koblet se montre en grande condition dès le début de la saison 1950. Il s'empare du maillot de leader dès le premier jour du Tour de Romandie en se classant dans le groupe de tête lors des deux demi-étapes. Il conserve cette position jusqu'à la quatrième et dernière étape : retardé par plusieurs crevaisons, il doit à chaque fois réparer seul car ses coéquipiers sont distancés. Le Français Édouard Fachleitner profite de la situation, aidé par Ferdi Kübler qui recherche la victoire d'étape, pour ravir la première place à Koblet, finalement deuxième de l'épreuve par 51 secondes. Il est ensuite retenu dans la formation dirigée par Learco Guerra pour disputer le Tour d'Italie, au même titre que ses compatriotes Leo et Gottfried Weilenmann, et se distingue en gagnant la sixième étape à Locarno, à la veille de la journée de repos, alors qu'un autre Suisse, Fritz Schär, porte le maillot rose depuis le deuxième jour de course. Koblet profite d'un deuxième succès à Vicence lors de la huitième étape pour s'emparer de la première place du classement général. Alors que Fausto Coppi, triple vainqueur de l'épreuve et tenant du titre, se fracture le bassin, seuls Gino Bartali et Jean Robic semblent en mesure de menacer la position de Koblet. Ce dernier, malgré un furoncle qui le fait souffrir et qu'il soigne par des injections de pénicilline, résiste aux assauts de ses adversaires et s'impose finalement avec plus de cinq minutes d'avance sur Bartali. Il devient par là même le premier coureur étranger à remporter le Tour d'Italie depuis la création de la course en 1909,. Considéré jusqu'alors comme un excellent rouleur, il démontre également ses qualités de grimpeur en s'attribuant le Grand Prix de la montagne de ce Giro. Après cette victoire retentissante, le journaliste Albert Baker d'Isy le présente alors comme le « nouvel empereur du vélo ».
Hugo Koblet confirme sa domination dès la fin du mois de juin en remportant un nouveau succès sur le Tour de Suisse. Vainqueur de trois étapes, dont celle entre Genève et Lausanne pour laquelle il devient le premier coureur à établir une moyenne supérieure à 45 km/h en contre-la-montre, il s'impose au classement général avec plus de cinq minutes d'avance sur Jean Goldschmit et un quart d'heure sur Ferdi Kübler, seulement cinquième. Souhaitant se reposer, il renonce ensuite au Tour de France, que Kübler remporte. Koblet effectue son retour lors du championnat du monde de poursuite, à Liège, où il réalise le meilleur temps des séries avant d'être éliminé dès les quarts de finale face au Néerlandais Wim van Est. Koblet connaît un nouvel échec sur le Grand Prix des Nations, dans lequel il concède douze minutes au vainqueur Maurice Blomme, puis se reprend sur une autre épreuve contre-la-montre, le Grand Prix de Suisse, en battant Pierre Barbotin et Jean Brun.

#### Victoire sur le Tour de France (1951)

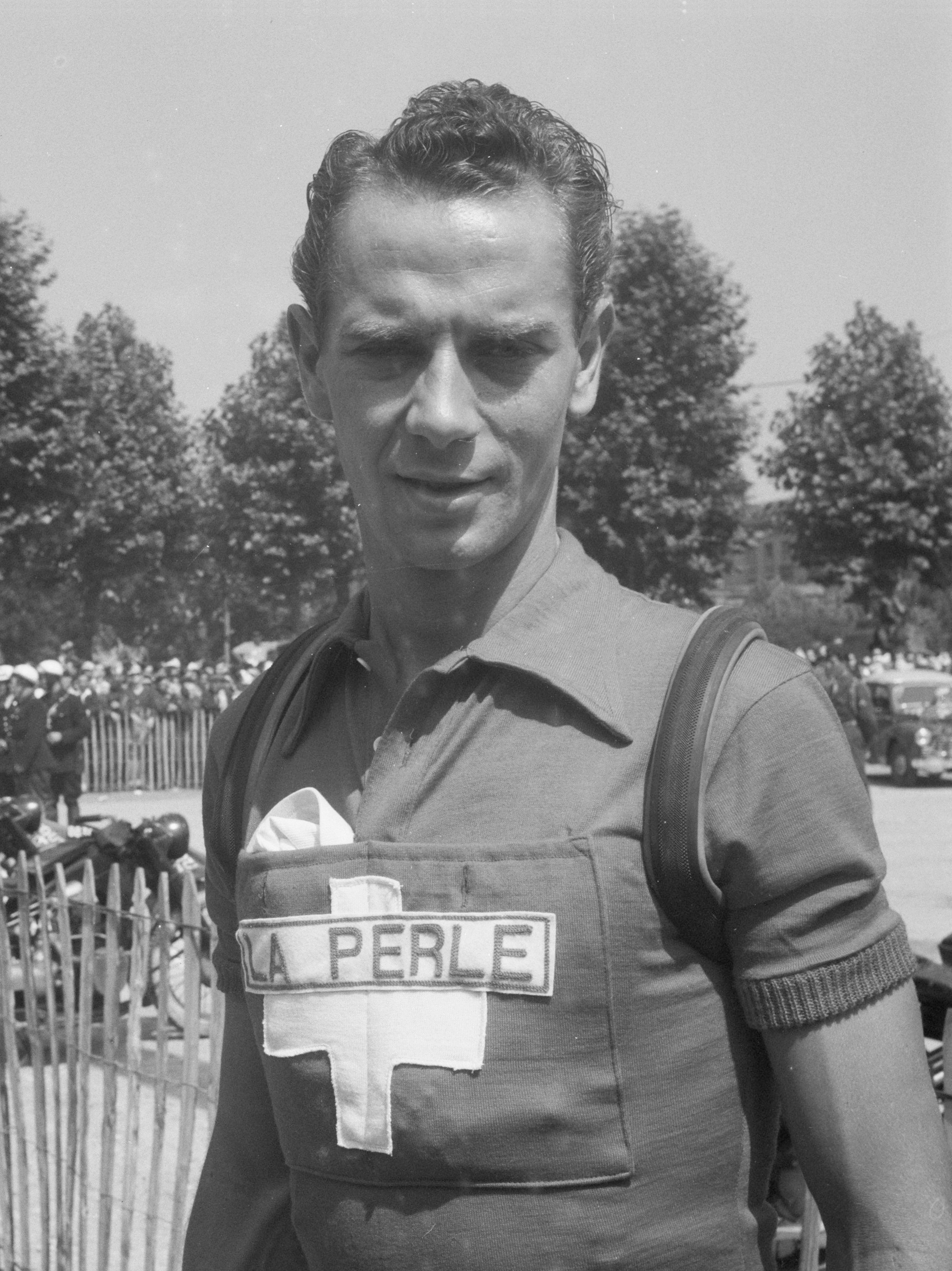
Hugo Koblet sur le Tour de France 1951.

Au début de la saison 1951, Hugo Koblet accumule les places d'honneurs. Il se classe au quatrième rang du Championnat de Zurich, disputé sous la neige et où seulement onze coureurs franchissent la ligne d'arrivée, puis termine deuxième du Tour de Romandie, à trois minutes de Ferdi Kübler. Il obtient une autre deuxième place au GP du Locle, où il n'est devancé que par Louison Bobet malgré deux crevaisons. S'il prend bien le départ du Tour d'Italie, il le fait avant tout dans l'optique de préparer le Tour de France, dont il a fait son principal objectif de la saison, et non pour défendre son titre. Ses résultats sont plutôt discrets lors des premières étapes, hormis une troisième place obtenue sur le contre-la-montre entre Pérouse et Terni remporté par Fausto Coppi, mais il se montre à son avantage sur la fin de ce Giro. Dans la dix-huitième étape entre Cortina d'Ampezzo et Bolzano, il se classe troisième derrière Coppi et Kübler, puis il gagne le lendemain à Saint-Moritz en ayant repris plus de quatre minutes aux principaux favoris. Koblet se classe finalement sixième du Tour d'Italie, à un peu plus de six minutes du vainqueur Fiorenzo Magni.
Il peaufine sa préparation sur le Tour de Suisse et marque les esprits : il remporte le contre-la-montre entre Bâle et Boncourt en repoussant Ferdi Kübler à plus de trois minutes. Pour autant, ses chances de victoire finale s'envolent dans la septième étape entre Lucerne et Lugano où il est victime de sept crevaisons dans la seule montée du col de l'Oberalp. Malgré sa victoire le lendemain à Davos, il doit se contenter de la deuxième place du classement général, battu une nouvelle fois par Kübler, comme sur le Tour de Romandie. Ces incidents n'entament pas sa confiance à l'approche du Tour. Leader de l'équipe suisse en l'absence de Kübler, pourtant tenant du titre mais qui s'estime hors de forme, Hugo Koblet est présenté par le journal L'Équipe comme le principal favori de l'épreuve avec Louison Bobet. Fausto Coppi, présent au départ malgré le décès en course de son frère Serse, figure parmi les autres coureurs cités pour la victoire finale, au même titre que Fiorenzo Magni et Gino Bartali.
Dès la première étape, Koblet affiche sa grande condition en menant une échappée en solitaire : il part en contre derrière le groupe de tête duquel il se rapproche pendant une quarantaine de kilomètres avant de se laisser reprendre par le peloton. Son coéquipier Giovanni Rossi l'emporte au sprint et endosse le premier maillot jaune du Tour. Dans les jours qui suivent, Koblet attaque à plusieurs reprises, sans réussite. Les journalistes considèrent que ces multiples tentatives sont autant d'efforts superflus et s'interrogent sur la capacité du coureur à tenir le rythme jusqu'à la fin de l'épreuve. L'étape contre-la-montre entre La Guerche-de-Bretagne et Angers, au septième jour de course, marque un premier tournant : alors que Louison Bobet est d'abord déclaré vainqueur, Koblet s'aperçoit qu'il est victime d'une erreur de chronométrage d'une minute. Les commissaires de course lui attribuent finalement la victoire d'étape, avec 59 secondes d'avance sur Bobet, un peu plus d'une minute sur Fausto Coppi et près de trois minutes sur Fiorenzo Magni. La performance de Koblet sur ce contre-la-montre est telle que douze coureurs sont éliminés pour n'avoir pas réussi à finir dans les délais. Ce succès lui permet de remonter au troisième rang du classement général, certes à plus de sept minutes du maillot jaune Roger Lévêque, mais devant tous les autres favoris.

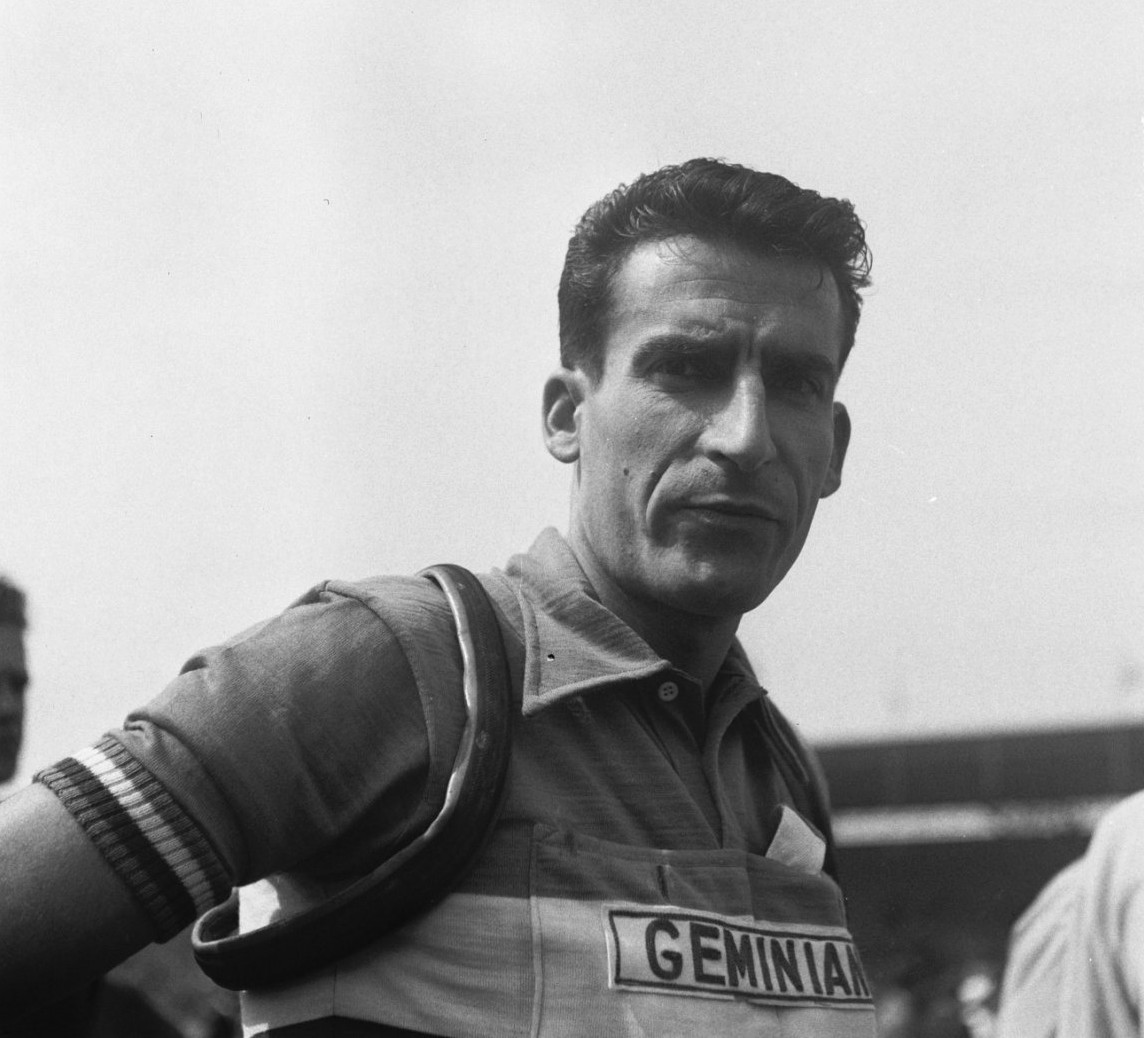
Raphaël Géminiani, principal adversaire de Koblet sur le Tour 1951.

Dans la onzième étape Brive-Agen, Hugo Koblet réalise ensuite l'un des plus beaux exploits de l'histoire du Tour : il mène une échappée solitaire pendant près de 140 kilomètres et s'impose avec 2 min 35 s d'avance sur le peloton. Malgré leur insistance, les autres favoris n'ont pu reprendre le coureur qui ne semble même pas marqué par l'effort après l'arrivée. Une fois la ligne franchie, il prend le soin de déclencher son chronomètre pour vérifier l'écart qu'il a réussi à creuser, puis se recoiffe en attendant ses poursuivants. Plus que le gain de temps, il remporte surtout une victoire morale sur ses rivaux après ce coup d'éclat. Raphaël Géminiani déclare : « S'il existait deux Koblet, je changerais de métier. » Bien qu'il soit réputé moins bon grimpeur que les autres favoris, Hugo Koblet offre une nouvelle démonstration de son talent dans la quatorzième étape entre Tarbes et Luchon. Il s'échappe en compagnie de Fausto Coppi à travers les cols du Tourmalet, d'Aspin et de Peyresourde et devance l'Italien au sprint pour remporter sa troisième victoire d'étape et endosser par là même le maillot jaune. Il s'impose une nouvelle fois deux jours plus tard à Montpellier, dans une étape marquée par la chaleur et la défaillance de Coppi. Raphaël Géminiani et Lucien Lazaridès, qui figurent dans le même groupe que Koblet à l'arrivée, occupent les deuxième et troisième places du classement général et apparaissent dès lors comme ses principaux concurrents.
Koblet assoit plus encore sa domination dans les Alpes. Alors que Fausto Coppi s'impose à Briançon au terme d'une échappée en solitaire, le maillot jaune distance ses rivaux dans le col d'Izoard et porte son avance au classement général sur Géminiani à plus de neuf minutes. Il remporte ensuite une cinquième victoire d'étape dans le contre-la-montre vers Genève, à deux jours de l'arrivée. Ses talents de rouleur lui permettent notamment de rattraper plusieurs coureurs qui se sont élancés avant lui. Dans cette étape, il repousse le Belge Roger Decock, deuxième, à près de cinq minutes. Hugo Koblet gagne finalement le Tour de France avec vingt-deux minutes d'avance sur Raphaël Géminiani et plus de vingt-quatre sur Lucien Lazaridès.
Il honore ensuite une série de contrats lucratifs sur piste et participe à de nombreux critériums, puis se rend à Saint-Maur-des-Fossés pour visiter l'usine des cycles La Perle qui l'équipent. En août, il remporte un cinquième titre consécutif de champion de Suisse de poursuite, puis gagne le Grand Prix du Centenaire, à Bruxelles. Koblet participe au championnat du monde de poursuite à Milan, où il n'est battu qu'en finale par l'Italien Antonio Bevilacqua, puis se met au service de Ferdi Kübler qui obtient la victoire sur le championnat du monde sur route.
En fin de saison, Koblet obtient deux nouveaux succès, d'abord sur le Critérium des As puis sur le Grand Prix des Nations, épreuve contre-la-montre dans laquelle il repousse Fausto Coppi à près de deux minutes. Ce dernier prend sa revanche sur le Grand Prix de Lugano et les deux hommes s'associent pour disputer le Critérium d'Europe, au Vélodrome d'Hiver de Paris, où ils obtiennent la deuxième place derrière le tandem Roger Godeau-Raymond Goussot. Auparavant, Koblet termine une autre fois deuxième sur le Trophée Baracchi. Avec Kübler, ils ne sont devancés que par le duo italien Fiorenzo Magni-Giuseppe Minardi.

#### Koblet en retrait (1952)
À la fin du mois de novembre 1951, Hugo Koblet répond à l'invitation des organisateurs du Tour du Mexique amateur qui lui demandent de superviser leur épreuve. Lors de ce voyage, il contracte une maladie vénérienne qu'il tente de cacher dans un premier temps mais qui finit par affecter ses performances. Ainsi, ses premiers résultats sont laborieux : il connaît des abandons sur Paris-Nice et Paris-Roubaix, mais obtient néanmoins son premier succès de l'année au Championnat de Zurich avant d'effectuer un très bon Tour de Romandie, ponctué d'une victoire d'étape entre Bienne et Payerne. Il est également sacré pour la sixième fois consécutive champion de Suisse de poursuite avant de prendre le départ du Tour d'Italie.
Battu de trois minutes par Fausto Coppi dans le premier contre-la-montre entre Rome et Rocca di Papa, il lui concède également quinze secondes entre Erba et Côme. Régulièrement distancé, Koblet apparaît loin de son meilleur niveau en montagne et ne termine qu'au huitième rang de ce Giro, à près d'un quart d'heure de Coppi. Sur le Tour de Suisse, il se comporte bien dans les premières jours de course mais tombe malade dans la quatrième étape entre Adelboden et Monthey et finit loin du vainqueur Jean Goldschmit. Le directeur de la course s'oppose alors à son abandon et lui envoie le médecin de l'épreuve qui lui administre une substance dont le nom n'est pas révélé mais qui a des conséquences néfastes et immédiates sur sa santé. Koblet achève le contre-la-montre à Crans-Montana dans un état second, zigzaguant sur la route, mais prend néanmoins le départ de l'étape suivante avant d'abandonner, à bout de forces, dès le début de l'ascension du col du Simplon. Il lui est alors impossible de défendre son titre sur le Tour de France 1952. Koblet renonce à sa sélection, souhaitant observer plusieurs semaines de repos. En fin de saison, il se présente au départ du Critérium des As, mais son médecin lui interdit de s'aligner sur des épreuves contre-la-montre qui demandent un effort intense et trop rude. Il peut en revanche courir sur piste avec son ami Armin von Büren, comme lors des Six Jours de Francfort et de Dortmund qu'ils remportent.

#### Podium auGiroet malchance sur le Tour (1953-1954)

##### Saison 1953

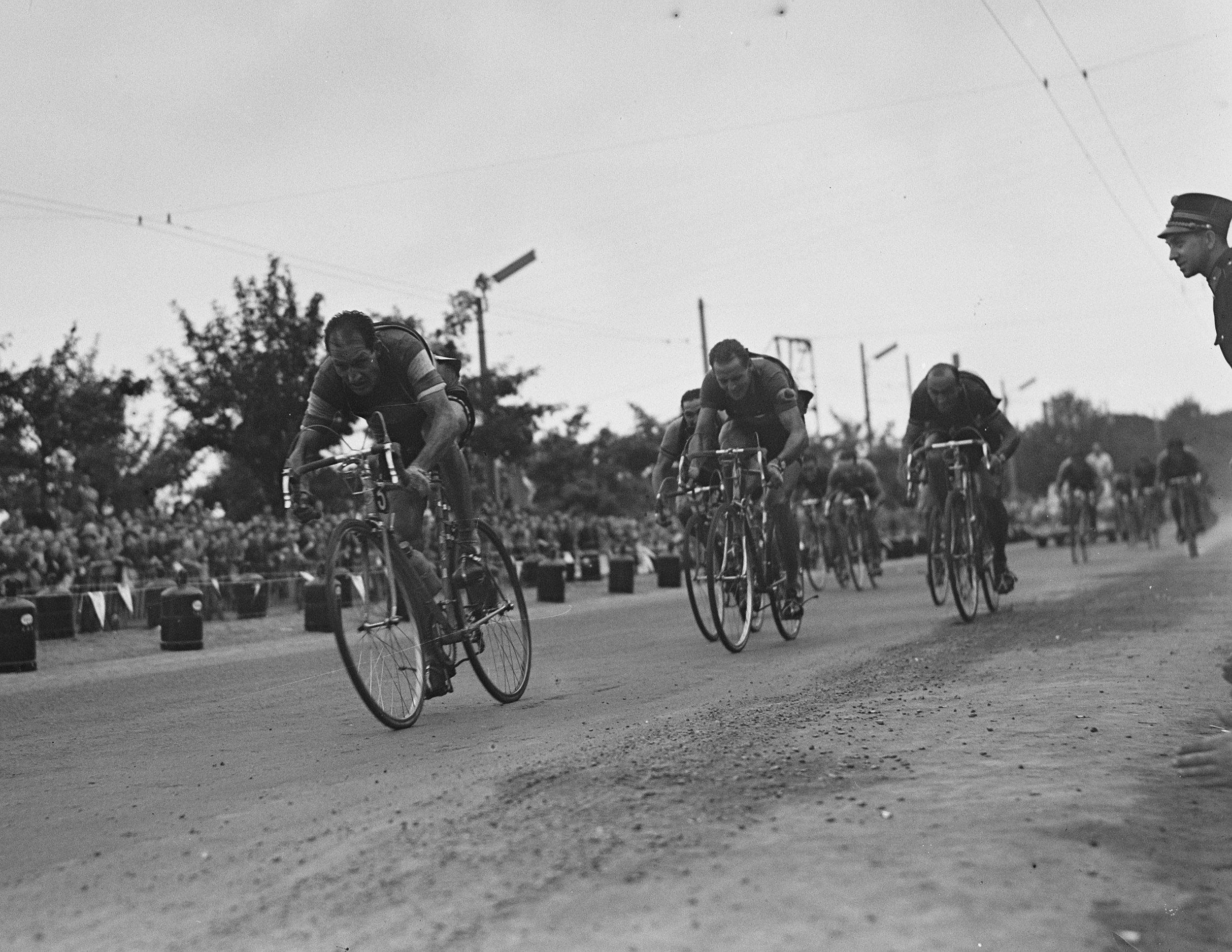
Koblet, ici en deuxième position derrière Gino Bartali sur le Tour de France 1953.

L'année 1953 débute de la meilleure des manières pour Koblet : au mois de janvier, le duo qu'il forme avec Armin von Büren est sacré champion d'Europe de l'américaine à Zurich devant les Néerlandais Gerrit Peters et Gerrit Schulte. Ses résultats sur route sont plus discrets. Il n'obtient sa première performance notable qu'à la fin du mois d'avril dans Rome-Naples-Rome qu'il termine à la quatrième place du classement général, après avoir remporté deux étapes consécutives à Frosinone et Caserte. Il effectue ensuite une véritable démonstration sur le Tour de Romandie : vainqueur au sprint de la première étape à Porrentruy, devant Ferdi Kübler et Eugen Kamber, il domine ensuite largement la deuxième étape à Genève avec plus de deux minutes d'avance sur Fritz Schär et Gino Bartali. Il conforte sa position dès le lendemain sur le contre-la-montre Genève-Lausanne, en repoussant Pasquale Fornara et Kübler à près de quatre minutes au terme des 71,5 kilomètres du parcours. Grâce à ses trois victoires consécutives, Hugo Koblet remporte le Tour de Romandie pour la première fois de sa carrière.
Il est annoncé comme l'un des principaux favoris du Tour d'Italie, au même titre que Fausto Coppi et Louison Bobet, mais risque de tout perdre dès la quatrième étape vers Roccaraso : à la sortie du ravitaillement, il percute à pleine vitesse une fillette qui traverse la route pour ramasser une musette. Dès lors, Coppi et Bobet contrôlent le peloton pour permettre son retour. Koblet endosse le maillot rose après la huitième étape contre-la-montre entre Grosseto et Follonica, dans laquelle il devance Pasquale Fornara de 46 secondes et Coppi de plus d'une minute. Alors que son équipe, la formation Guerra, est décimée après les abandons de Ferdi Kübler, Rolf Graf et Emilio Croci-Torti, les journalistes pensent que Koblet est incapable de résister à Coppi dans la traversée des Dolomites. C'est pourtant ce qu'il fait dans la dix-neuvième étape entre Auronzo di Cadore et Bolzano où les deux hommes se neutralisent et rejoignent ensemble l'arrivée. Vainqueur de l'étape, Coppi félicite Koblet car il considère que la victoire finale lui est acquise, au regard de la forme qu'il a affichée dans les différentes ascensions de la journée et des deux minutes d'avance qu'il possède encore au classement général. Pour autant, l'avant-dernière étape Bolzano-Bormio, bien que de courte distance, inverse les positions. Koblet subit une terrible défaillance dans la montée du col du Stelvio tandis que Coppi, suivant une attaque de Nino Defilippis, s'isole en tête de la course. Vainqueur de l'étape, il endosse par là même le maillot rose et remporte finalement le Giro, tandis que Koblet doit se contenter de la deuxième place.
Fin juin, ce dernier domine largement le Tour de Suisse. Il s'empare de la tête du classement général en s'imposant dans la troisième étape contre-la-montre entre Rheinfelden et Soleure, dans laquelle il bat le deuxième Fritz Schär de plus de cinq minutes. Koblet gagne deux autres étapes, à Bellinzone et Zurich, et remporte son deuxième Tour de Suisse en trois ans. Quelques jours plus tard, l'équipe suisse débute de belle manière le Tour de France avec les deux victoires en deux jours de Schär qui endosse le premier maillot jaune de l'épreuve. De son côté, Koblet fait preuve d'une grande maîtrise dans le contrôle des différentes échappées, si bien qu'il est présenté par les suiveurs comme le favori le mieux placé pour la victoire finale. Tout s'écroule pourtant dans la dixième étape alors que le Tour fait son entrée dans les Pyrénées : il chute lourdement dans la descente du col du Soulor et doit abandonner, souffrant de plusieurs côtes cassées. À son retour en Suisse, il subit également une opération pour soigner une déchirure de la cuisse.

##### Saison 1954

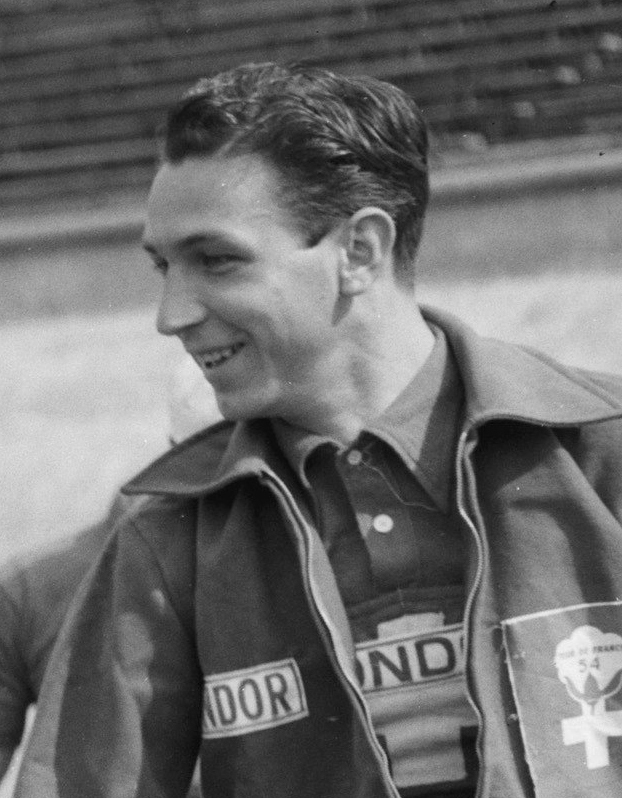
Carlo Clerici remporte le Tour d'Italie 1954 devant son coéquipier Hugo Koblet.

Après une préparation intensive, Hugo Koblet remporte l'une des premières courses qu'il dispute en 1954, Sassari-Cagliari, en battant au sprint Stefano Gaggero. Douzième de Milan-San Remo après avoir pris part à plusieurs échappées, il se blesse au genou dans une chute sur Paris-Roubaix. Vainqueur du Championnat de Zurich et de deux étapes des Trois Jours d'Anvers, il n'obtient que la dixième place du Tour de Romandie mais retrouve le devant de la scène en remportant une étape de Rome-Naples-Rome, la dernière épreuve de préparation pour le Tour d'Italie. Le Suisse Carlo Clerici, coéquipier de Koblet au sein de la formation Guerra, s'empare du maillot rose à L'Aquila, au terme de la sixième étape, dans laquelle il mène une échappée qui prend près d'une demi-heure d'avance sur les favoris. Dès lors, Koblet abandonne ses ambitions personnelles et se mue en équipier pour Clerici dont il défend la position. Il remporte néanmoins la quinzième étape contre-la-montre à Riva del Garda en améliorant son record de la meilleure moyenne horaire avec 45,679 km/h, puis obtient un autre succès d'étape à Saint-Moritz, à la veille de l'arrivée. En prenant la deuxième place du classement général final, il assure le doublé pour la Suisse sur ce Giro avec la victoire de Clerici.

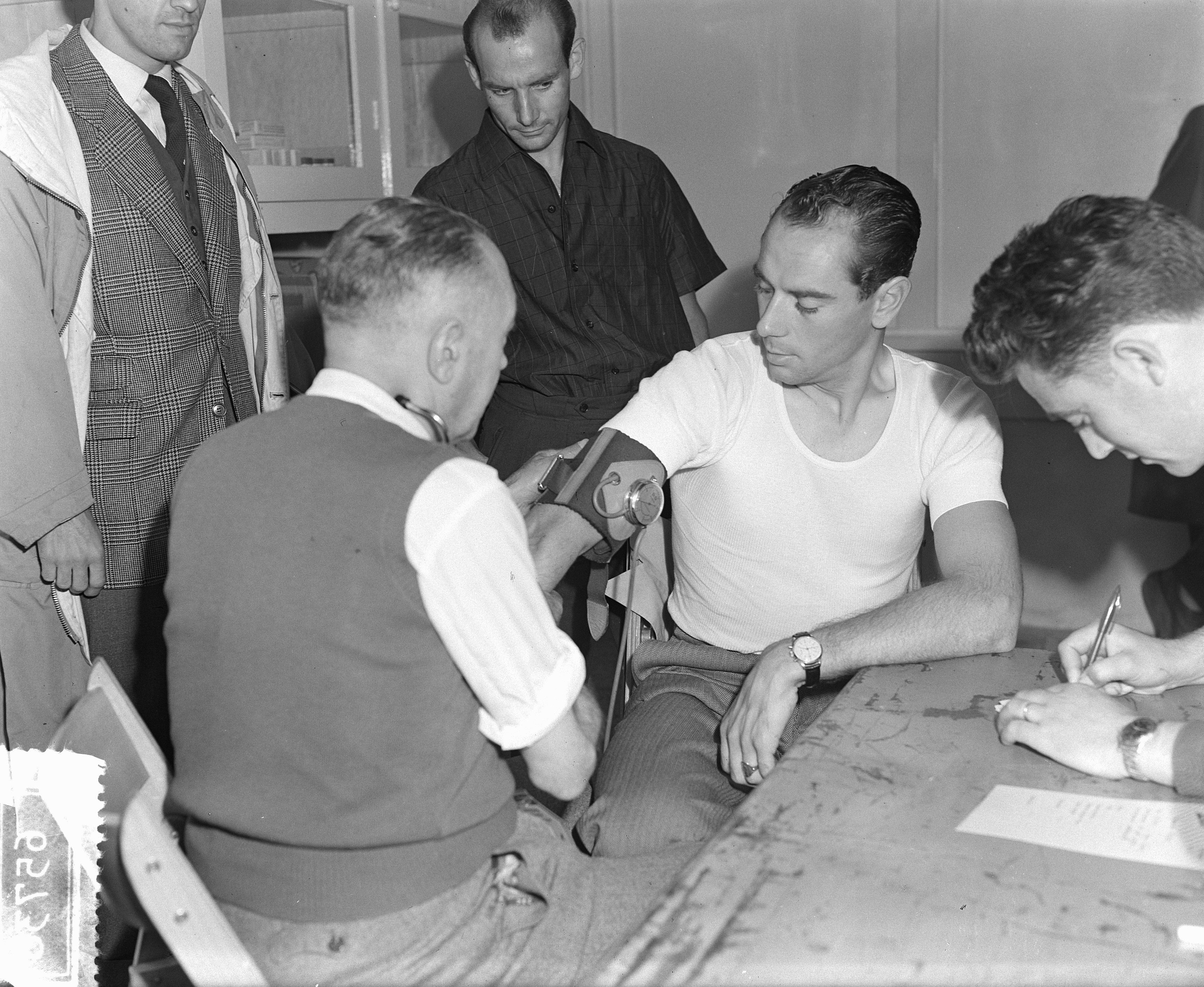
Hugo Koblet au départ du Tour 1954.

Leader de l'équipe suisse sur le Tour de France, Koblet s'impose avec ses coéquipiers dans le contre-la-montre par équipes disputé sur le circuit de Rouen-les-Essarts dès le quatrième jour de course. Il fait preuve d'une belle activité en plaçant plusieurs attaques au cours des premières étapes et se classe notamment troisième à Lille et deuxième à Brest. Bien placé au classement général, à près d'une minute du maillot jaune, il est à nouveau victime de malchance. Dans la dixième étape entre Bordeaux et Bayonne, il est pris dans une chute collective. Lourdement blessé à la hanche droite et au front, il parvient à rejoindre le peloton grâce au soutien de ses équipiers, mais cet incident a des répercussions les jours suivants. Il subit une défaillance deux jours plus tard dans l'ascension du col du Tourmalet et recule à plus d'une demi-heure du leader du classement général Gilbert Bauvin après l'arrivée à Luchon. Koblet abandonne finalement le lendemain, dans la treizième étape. À bout de forces, il déclare qu'il n'a plus la moindre puissance dans les jambes.
Koblet effectue son retour lors du championnat du monde de poursuite à Cologne, où il atteint la finale, battu par Guido Messina. Il obtient ainsi sa troisième médaille mondiale dans la discipline. Sa victoire en contre-la-montre au Grand Prix Martini laisse présager une bonne fin de saison, mais il abandonne au Grand Prix des Nations, disputé sur une distance plus longue, puis renonce à s'aligner sur le Grand Prix de Lugano. Il achève finalement sa saison 1954 avec une troisième place dans le Trophée Baracchi, associé à Ferdi Kübler.

#### Champion de Suisse (1955)
Le 6 décembre 1954, Hugo Koblet épouse Sonja Buhl, une mannequin de 22 ans née à Schaffhouse. Leur union est célébrée en l'église protestante Fraumünster de Zurich. Koblet, qui souhaite à nouveau gagner le Tour d'Italie et le Tour de France, refuse de participer aux courses de six jours comme il le fait habituellement l'hiver et choisit de se reposer dans la villa que le couple possède à Forch, au-dessus du lac de Zurich. Au mois de février suivant, il remporte le Critérium international d'hiver à Paris, affichant ainsi une bonne condition physique avant le début de la saison sur route, puis réalise une campagne de classiques intéressante : il se classe notamment deuxième du Tour des Flandres derrière Louison Bobet puis septième de Paris-Roubaix. Vainqueur du contre-la-montre sur le Tour de Romandie, il pointe au deuxième rang du classement général mais témoigne d'une certaine faiblesse dans les cols qui profite au jeune René Strehler, vainqueur final. Ce manque de réussite en montagne se confirme sur le Tour d'Italie où dès la deuxième étape, il perd huit minutes. Également battu en contre-la-montre par Pasquale Fornara, Koblet retrouve peu à peu la forme et finit bien l'épreuve en remportant la dernière étape à Milan, ce qui lui permet d'achever ce Giro à la dixième place du classement général, à un peu plus de vingt minutes du vainqueur Fiorenzo Magni.
Dans la foulée, il remporte la deuxième étape du Tour de Suisse et s'empare de la tête de la course deux jours plus tard, une position qu'il conserve jusqu'à l'arrivée malgré une nouvelle défaite en contre-la-montre, cette fois face à Jean Brankart. Quelques jours plus tard, Koblet devient champion de Suisse sur route pour la seule fois de sa carrière en dominant tous ses concurrents à l'arrivée à Sierre. Après avoir distancé Ferdi Kübler dans la montée vers Montana, il distance ses derniers compagnons d'échappée, Carlo Clerici, Hans Hollenstein et Martin Metzger, pour s'imposer en solitaire. Il remporte également le Tour du Tessin en réglant au sprint un groupe de dix-neuf coureurs. Malgré ces succès, il doit renoncer au Tour de France : son médecin détecte une petite lésion des vertèbres et lui préconise du repos. En fin de saison, Koblet ne parvient pas à retrouver son niveau : sur le Grand Prix Martini, il abandonne alors qu'il a déjà concédé cinq minutes à Jacques Anquetil sur les cinq premiers tours de circuit.

#### Déclin et fin de carrière (1956-1958)

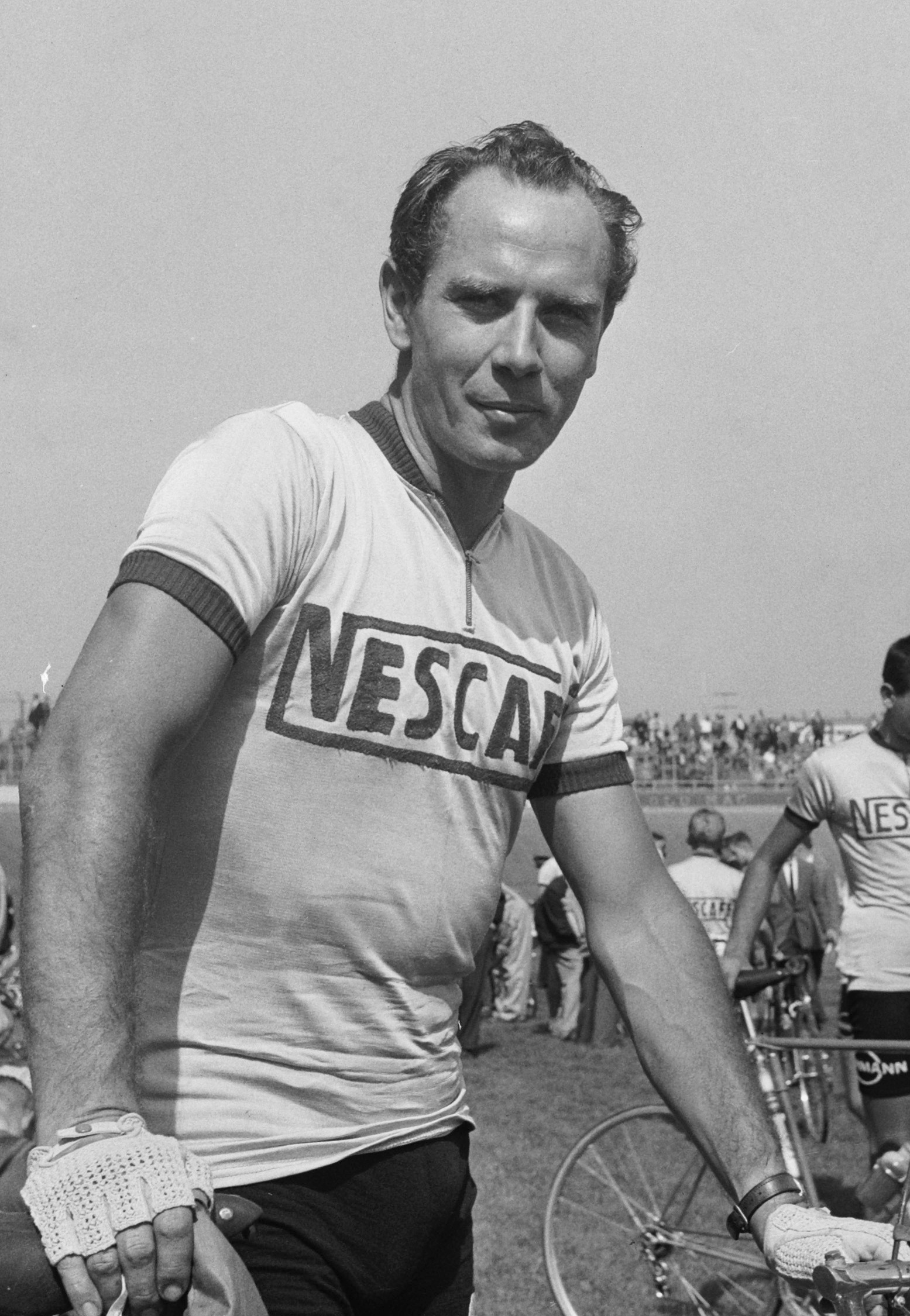
Koblet au départ du Tour des Pays-Bas en 1956.

Hugo Koblet n'obtient aucun résultat notable au début de l'année 1956. En avril, il participe pour la première fois au Tour d'Espagne, au sein d'une équipe suisse dirigée par le Français Raymond Louviot. Il s'échappe dans la troisième étape vers Valladolid en compagnie de plusieurs favoris et prend la troisième place au sprint derrière Miguel Poblet et Rik Van Steenbergen. Il fait ensuite preuve d'une belle régularité en se classant quatrième à Albacete, deuxième à Alicante puis troisième à Valence et Tarragone. Il remporte même la neuvième étape à Barcelone en se montrant le plus rapide au sprint face à Van Steenbergen. En revanche, il perd plus de quatre minutes le lendemain, souffrant de la chaleur. Distancé au classement général et atteint au moral, il abandonne au cours de la onzième étape. Dès lors, il se consacre principalement aux épreuves sur piste et remporte plusieurs succès en fin d'année avec son ami Armin von Büren.
Koblet annonce vouloir se présenter au départ du Tour d'Italie 1957, mais constatant qu'il peine à retrouver son meilleur niveau sur route, malgré une troisième place au classement général du Tour de Romandie, il y renonce. Il s'oriente alors à nouveau vers la piste et plus particulièrement vers les épreuves de demi-fond. Il s'entraîne à Paris sous les ordres de Georges Wambst. En 1958, il s'aligne pour la dernière fois sur le Tour de Romandie, qu'il abandonne dans la dernière étape. Koblet met un terme définitif à sa carrière de coureur en septembre 1959, après sa participation à la Roue d'Or de Daumesnil, à Paris.

### Après carrière et mort tragique

Hugo Koblet entouré de jeunes admirateurs bavardant au bord d'une rive du lac de Lugano, à la fin des années 1950.

Le train de vie dispendieux que mène Hugo Koblet lui vaut de connaître quelques difficultés financières dès la fin de sa carrière cycliste. Il part alors pour l'Amérique du Sud où il officie comme représentant général sur le continent d'un consortium de marques italiennes, parmi lesquelles Pirelli et Alfa Romeo. Son nouveau métier ne lui plaît guère et Koblet revient finalement en Suisse. Il s'installe à Zurich à la tête de deux stations-services, dont l'une est située à proximité du vélodrome d'Oerlikon. Malheureux en affaires, Koblet commente épisodiquement les épreuves cyclistes sur une radio suisse alémanique aux côtés du journaliste Sepp Rengli. Il suit notamment les championnats du monde sur route 1964 à Sallanches et les mondiaux sur piste la même année. Dans le même temps, sa femme Sonja Buhl, qui lui reproche sa prodigalité, décide de leur séparation. Koblet loue alors un petit studio à côté du vélodrome d'Oerlikon.
Le 2 novembre 1964, il est victime d'un violent accident de la route alors qu'il circule au volant de son Alfa Romeo sur une route surplombant le lac de Zurich, à hauteur du hameau d'Esslingen, en direction de Mönchaltorf. Sa voiture s'encastre dans un poirier sans qu'aucune trace de freinage ne soit relevée sur la chaussée,. Inconscient, il est transporté à l'hôpital d'Uster et souffre d'une fracture à la base du crâne, de plusieurs fractures ouvertes aux jambes et d'un arrachement du pied. Il y subit plusieurs interventions chirurgicales, dont une trépanation. Hugo Koblet reprend légèrement connaissance au lendemain de son accident mais très vite, son état s'aggrave et il s'enfonce dans un coma de plus en plus profond. L'ancien champion meurt le 6 novembre, au milieu de la nuit. Ses obsèques, célébrées quatre jours plus tard à l'église Fraumünster de Zurich, sont suivies d'une crémation.
L'absence de traces de freinage lors de l'accident de Koblet laisse planer le doute quant aux circonstances de la mort du coureur. L'enquête conclut à une mort accidentelle mais l'hypothèse d'un acte de suicide n'est pas écartée. L'écrivain et journaliste Jean-Paul Ollivier, qui consacre une biographie à Hugo Koblet, rassemble différents témoignages en faveur de cette dernière thèse, dont celui du fermier qui se trouvait sur les lieux de l'accident et qui a porté secours en premier à la victime.

## Regards contemporains et postérité

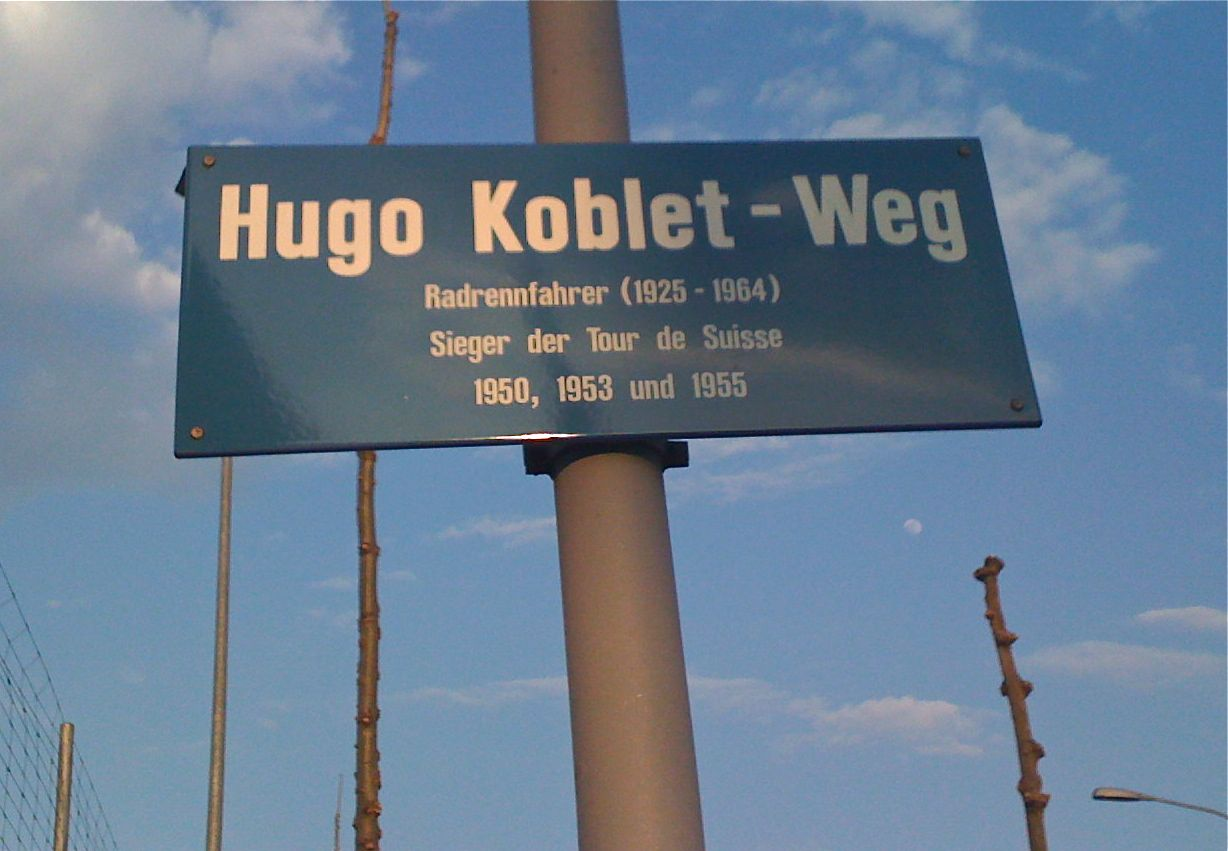
La plaque du chemin Hugo-Koblet dans un quartier de Zurich.

Jacques Augendre, journaliste spécialiste du Tour de France, présente Hugo Koblet comme « le plus beau vainqueur du Tour de France si l'on tient pour prépondérant le triple critère du style, de l'efficacité et du panache ». Il voit en lui « un seigneur, un champion chevaleresque et magnanime qui respectait l'adversaire », ainsi qu'un « homme subtil d'une extrême générosité ». Pour Jean Cléder, Hugo Koblet représente « la continuité entre la mécanique et l'esthétique, entre la fluidité d'un geste sportif et l'élégance physique et morale de l'homme ». Koblet, « le James Dean du cyclisme helvétique », suscite l'admiration de ses contemporains et de nombreux spécialistes soulignent la classe du champion. Il doit notamment son surnom de « pédaleur de charme » au chansonnier Jacques Grello.

Hugo Koblet et sa femme en 1959.

Pierre Chany brosse lui aussi un portrait élogieux du coureur car, selon lui, Koblet savait allier « l'efficacité du superchampion à la fulgurante beauté du geste ». Il affirme également que « l'élégance corporelle lui collait à la peau, de même que l'élégance morale habitait son esprit, […] il savait traduire le sport en termes d'art ». Jean Bobet, qui l'a côtoyé au sein du peloton professionnel, se montre tout aussi flatteur : « le fait est qu'on n'a jamais rien vu de si beau se propulser à bicyclette ». Il précise également que, selon lui, l'avènement d'Hugo Koblet marque un tournant dans l'histoire du cyclisme en termes d'image des coureurs, dorénavant plus soucieux de leur apparence physique : « en cyclisme vraiment, le peigne de Koblet me paraît revêtir autant d'importance que le nez de Cléopâtre dans l'histoire ancienne ». Ainsi, Hugo Koblet, qui porte des gants, conserve son chronomètre au poignet et met ses lunettes de soleil sur son avant-bras, à la manière des skieurs de l'époque, invente un nouveau look dans le monde du cyclisme.
En 1951, sa victoire dans le Tour de France lui vaut d'être nommé sportif suisse de l'année. En 2010, le cinéaste suisse Daniel von Aarburg réalise un documentaire sur la vie du coureur, intitulé Hugo Koblet - Pédaleur de charme dans lequel le comédien Manuel Löwensberg (de) interprète le rôle du champion,. Un chemin de Zurich, dans le quartier d'Oerlikon, porte son nom.
Dans La Mauvaise Tête, huitième album de la série Spirou et Fantasio, le dessinateur Franquin a profité de la similitude des noms des deux champions suisses, Hugo Koblet et Ferdi Kübler, pour imaginer le coureur Küblet qui, dans le Tour du Sud, s'est échappé avec Martino Cinzani, une allusion au cocktail Martini et à la marque Cinzano.

## Les «deux K»: la rivalité Koblet-Kübler

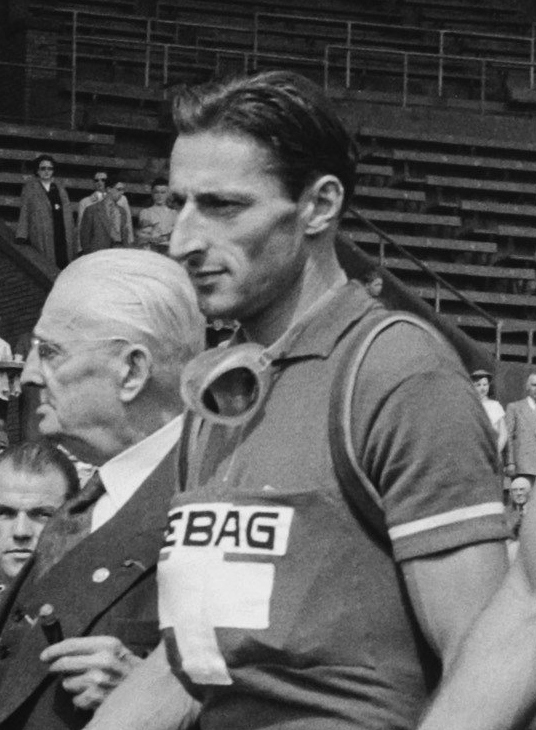
Ferdi Kübler, compatriote et rival de Koblet.

Le début des années 1950 apparaît comme l'âge d'or du cyclisme helvétique avec la victoire de Ferdi Kübler sur le Tour 1950 puis celle d'Hugo Koblet l'année suivante, mais ces succès amènent les journalistes et les spécialistes du cyclisme à opposer de façon manichéenne les deux cyclistes. Koblet et Kübler sont ainsi présentés comme « les figures antagonistes du bon et du mauvais ». Le journaliste Maurice Vidal dépeint cette opposition en décrivant Kübler comme « un diable […] aussi noiraud, violent, désordonné, diabolique […], que l'autre était blond, doux et harmonieux ». De même, un journaliste de l'hebdomadaire suisse La Semaine sportive écrit en 1964 : « Kübler avait remporté le Tour de France à la façon d'un aigle. Koblet, une année après, le gagna avec la légèreté d'une colombe. C'est bien pour cela qu'on le nomma le pédaleur de charme. ». Bien que reconnaissant le talent manifeste de Ferdi Kübler, Martin Lang, biographe de Koblet, considère que ce dernier représentait « la classe à l'état pur ».

Kübler (à gauche) et Koblet pour une opération publicitaire en 1957.

Alors que Kübler apparaît comme un coureur perfectionniste, un travailleur acharné qui passe des heures à l'entraînement, Koblet semble capable d'atteindre ses meilleures performances avec un minimum d'entraînement, ce qui fait dire à Jean-François Loudcher et Monica Aceti : « Fidèle à la fable de la Fontaine, Hugo Koblet est la cigale généreuse et dispendieuse tandis que Ferdi représente l'ambitieuse et laborieuse fourmi. » Koblet cultive son image de jeune premier, de fils de bonne famille misant avant tout sur son talent pour réussir, tandis que Kübler affiche l'image d'un coureur méritant qui incarne le dépassement personnel, la persévérance et l'opiniâtreté. Le journaliste Hanspeter Born, qui consacre une biographie à Ferdi Kübler, approuve cette dichotomie.

L'opposition entre les deux champions suisses est aussi marquée entre leurs supporteurs. Soucieux de son apparence, Hugo Koblet représente une culture moderne, en avance sur son temps, tandis que Kübler incarne des valeurs plus traditionnelles et conservatrices, celles d'une culture plus populaire, axée sur le travail et la volonté, comme l'explique Hanspeter Born : 

« Ferdi était un enfant du peuple, il reflétait les vertus et les faiblesses des Suisses. En lui, chacun pouvait se reconnaître. […] D'une certaine manière Hugo était « unschweizerisch » par son mépris de grand seigneur des représentations morales courantes, par son insouciance heureuse, par ses manières mondaines, avec son esprit généreux et ouvert. Koblet semblait être toujours au-dessus des choses dans la chance ou le malheur et cela plaisait en particulier à une jeunesse urbaine, marquée depuis la guerre, qui se sentait lentement à l'étroit dans une Suisse rigide. […] Koblet était quelque chose qui en Suisse était toujours très suspect. Un hédoniste, un jouisseur. »

## Palmarès et distinctions

### Palmarès sur route
| - 1947 - 1rea étape du Tour de Romandie (contre-la-montre par équipes) - 1rea étape du Tour de Suisse - 3e de Zurich-Lausanne - 1948 - 1re étape de Milan-Zurich - 4eb étape du Tour de Romandie - 5e étape du Tour de Suisse - 2e de Milan-Zurich - 10e du Tour de Suisse - 1949 - 4e étape du Tour de Romandie - 3e du Grand Prix de Suisse - 1950 - Tour d'Italie : - Classement général - Classement de la montagne - 6e et 8e étapes - Tour de Suisse : - Classement général - 4ea (contre-la-montre), 4eb et 6e étapes - Grand Prix de Suisse - 2e du Tour de Romandie - 2e du Grand Prix du Locle - 3e du Grand Prix de Lugano (contre-la-montre) - 1951 - 19e étape du Tour d'Italie - 2eb (contre-la-montre) et 7e étapes du Tour de Suisse - Tour de France : - Classement général - 7e (contre-la-montre), 11e, 14e, 16e et 22e (contre-la-montre) étapes - Grand Prix des Nations - Grand Prix de Suisse - 2e du Tour de Romandie - 2e du Grand Prix du Locle - 2e du Tour de Suisse - 2e du Grand Prix de Lugano (contre-la-montre) - 3e du Challenge Desgrange-Colombo - 6e du Tour d'Italie - 1952 - 4e étape du Tour de Romandie - Championnat de Zurich - 2e du Tour de Romandie - 8e du Tour d'Italie | - 1953 - 2eb et 3e étapes du GP Cyclomotoristico - Tour de Romandie : - Classement général - 1re, 2e et 3ea (contre-la-montre) étapes - 8e étape du Tour d'Italie (contre-la-montre) - Tour de Suisse : - Classement général - 3e (contre-la-montre), 6e et 8e étapes - 2e du Tour d'Italie - 1954 - Sassari-Cagliari - 1rea (contre-la-montre) et 3eb étapes des Trois Jours d'Anvers - Championnat de Zurich - 3ea étape du GP Cyclomotoristico - 3ea étape du Tour de Romandie - 15e (contre-la-montre) et 21e étapes du Tour d'Italie - 4ea étape du Tour de France (contre-la-montre par équipes) - Grand Prix Martini - Grand Prix de Suisse - 2e du Tour d'Italie - 3e des Trois Jours d'Anvers - 9e du Challenge Desgrange-Colombo - 1955 - Champion de Suisse sur route - 3eb étape du Tour de Romandie (contre-la-montre) - 21e étape du Tour d'Italie - Tour de Suisse : - Classement général - 2e étape - Tour du Tessin - 2e du Tour des Flandres - 2e du Tour de Romandie - 4e du Challenge Desgrange-Colombo - 7e de Paris-Roubaix - 10e du Tour d'Italie - 1956 - 9e étape du Tour d'Espagne - Grand Prix de Ravenne (contre-la-montre par équipes) - 1957 - 3e du Tour de Romandie - 1958 - 1re étape de la Doble a La Pintada (Colombie) : |  |

### Résultats sur les grands tours

#### Tour de France
3 participations
- 1951 :  Vainqueur du classement général, vainqueur des 7e (contre-la-montre), 11e, 14e, 16e et 22e (contre-la-montre) étapes,  maillot jaune pendant 11 jours
- 1953 : abandon (10e étape), vainqueur de la 4ea étape (contre-la-montre par équipes)
- 1954 : abandon (13e étape)

#### Tour d'Italie
6 participations
- 1950 :  Vainqueur du classement général,  vainqueur du classement de la montagne, vainqueur des 6e et 8e étapes,  maillot rose pendant 11 jours
- 1951 : 6e, vainqueur de la 19e étape
- 1952 : 8e
- 1953 : 2e, vainqueur de la 8e étape (contre-la-montre),  maillot rose pendant 12 jours
- 1954 : 2e, vainqueur des 15e (contre-la-montre) et 21e étapes
- 1955 : 10e, vainqueur de la 21e étape

#### Tour d'Espagne
1 participation
- 1956 : abandon (11e étape), vainqueur de la 9e étape

### Palmarès sur piste
| - 1945 - Champion de Suisse de poursuite amateurs - 1946 - Omnium de Zurich - 2e du championnat de Suisse de poursuite - 1947 - Champion de Suisse de poursuite - Médaillé de bronze au championnat du monde de poursuite - 1948 - Champion de Suisse de poursuite - Six Jours de Chicago (avec Walter Diggelmann) - 4e du championnat du monde de poursuite - 1949 - Champion de Suisse de poursuite - Six Jours de New York (avec Walter Diggelmann) - 1950 - Champion de Suisse de poursuite - Six Jours de Hanovre (avec Armin von Büren) - Omnium de Zurich - Omnium de Cavaillon - Médaillé de bronze au championnat d'Europe de l'américaine - 3e des Six Jours de Paris (avec Armin von Büren) - 1951 - Champion de Suisse de poursuite - Médaillé d'argent au championnat du monde de poursuite - 2e des Six Jours de Francfort (avec Armin von Büren) - 1952 - Champion de Suisse de poursuite - Six Jours de Francfort (avec Armin von Büren) - Six Jours de Dortmund (avec Armin von Büren) - Nuit de Zurich à l'américaine - 1953 - Champion d'Europe de l'américaine (avec Armin von Büren) - Champion de Suisse de poursuite - Six Jours de Francfort (avec Armin von Büren) - Six Jours de Bruxelles (avec Armin von Büren) - Critérium d'Europe à l'américaine (avec Armin von Büren) - Nuit de Zurich à l'américaine (avec Armin von Büren) - 2e des Six Jours de Dortmund (avec Armin von Büren) - 3e des Six Jours d'Anvers (avec Armin von Büren) | - 1954 - Champion d'Europe de l'américaine (avec Armin von Büren) - Champion de Suisse de poursuite - Six Jours de Zurich (avec Armin von Büren) - Médaillé d'argent au championnat du monde de poursuite - 3e des Six Jours de Francfort (avec Armin von Büren) - 1955 - Six Jours de Dortmund (avec Armin von Büren) - Américaine de Zurich (avec Armin von Büren et Walter Zehnder) - Américaine de Bâle (avec Armin von Büren) - 2e du championnat de Suisse de poursuite - 1956 - Omnium de Sotteville (avec Ferdi Kübler) - Américaine de Bâle (avec Armin von Büren) - Américaine de Bâle (avec Armin von Büren) - Américaine de Bruxelles (avec Armin von Büren) - Américaine de Paris (avec Armin von Büren) - Américaine de Gand (avec Armin von Büren) - Américaine d'Anvers (avec Armin von Büren) - Américaine de Zurich (avec Armin von Büren) - Américaine de Zurich (avec Armin von Büren) - Prix Hourlier-Comès (avec Armin von Büren) - 3e du championnat de Suisse de l'américaine (avec Walter Bücher) - 1957 - Américaine de Zurich (avec Armin von Büren) - Américaine de Bâle (avec Walter Bücher) - Américaine de Copenhague (avec Walter Bücher) - 2e du championnat de Suisse de demi-fond - 3e du championnat de Suisse de l’américaine (avec Armin von Büren) |  |

### Distinctions
- Sportif suisse de l'année : 1951
- Trophée Edmond Gentil (exploit cycliste de l'année) : 1950